# Колесникова Любов Степанівна
Любов Степанівна Колесникова (нар. 1 липня 1951, Острів, нині Коростенський район, Житомирська область) — українська акторка, заслужена артистка України (2018).

## Життєпис
Любов Степанівна Колесникова народилась в селі Острів на Житомирщині. З дитинства захоплювалася театром, мріяла бути акторкою, у тринадцять років зіграла свою першу роль — Анну у виставі «Сині роси» за п’єсою Миколи Зарудного в народному театрі в Овручі.
Після закінчення школи навчалася в Київській естрадно-цирковій студії на розмовному відділі. Її педагогами були відомі театральні діячі Едуард Митницький і Олександр Скрипниченко.
На театральній сцені з 1971 року. Працювала спочатку в Ніжинському драматичному театрі імені М. Коцюбинського, де створила низку провідних ролей класичного та сучасного репертуару: Варка у «Безталанній» та Харитина у «Наймичці» І. Карпенка-Карого, Ганна у виставі «Мати-наймичка» за мотивами поеми Т. Г. Шевченка, Оленка у «Голубих оленях» О. Коломійця  та інші. 
У березні 1978 року була запрошена до Чернігівського обласного музично-драматичного театру (нині — Чернігівський обласний академічний український музично-драматичний театр ім.Т.Г. Шевченка). За період роботи в театрі зіграла більше ста різнопланових ролей у різножанрових виставах. Серед них: Юнона — «Енеїда» І. Котляревського, Анна — «101-й кілометр» О. Галіна, Шанель — «Вісім люблячих жінок» Р. Тома, Одарка — «Фараони» О. Коломійця, Коробочка — «Мертві душі» М. Булгакова за поемою М. Гоголя, баба Палажка — «Кайдашева сім'я» І. Нечуя-Левицького, Мавра — «У неділю рано зілля копала» за О. Кобилянською, Аграфена Семенівна — «Шельменко-денщик» Г. Квітки-Основ’яненка, Мамуля — «Каліка з острова Інішмаан» М. МакДонаха, Гордиля — «Циганка Аза» М.Старицького.
Багато цікавих сценічних образів створила акторка у виставах для дітей, зокрема, Отаманша — «Снігова королева» та Бабуся — «Червона шапочка» за п’єсами Є. Шварца, Морська відьма — «Сестра моя Русалонька» Л. Розумовської та інші.
У 2018 році за роль баби Соньки у виставі «Вій. Докудрама» Н. Ворожбит за мотивами повісті Миколи Гоголя Любов Колесникова одержала звання заслуженої артистки України і довічну державну стипендію. Ця вистава здобула перемогу на І Всеукраїнському театральному фестивалі «ГРА», а її режисер Андрій Бакіров одержав найвищу театральну відзнаку — премію імені Леся Курбаса.
Саме вистава «Вій. Докудрама» була обрана для бенефісу акторки, присвяченого двом ювілейним датам — 70-річчю від дня народження та 50-річчю творчої діяльності, який відбувся 22 жовтня 2021 року на сцені Чернігівського театру.
2021 року Любов Колесникова була номінована на премію Національної спілки театральних діячів України «Наш Родовід».

## Фільмографія
| Рік  |   | Українська назва   | Оригінальна назва | Роль                                                                   |
| ---- | - | ------------------ | ----------------- | ---------------------------------------------------------------------- |
| 2020 | с | «Спіймати Кайдаша» |                   | Палажка Солов'їха, баба Тетяни (в титрах указана як Любов Колєснікова) |

## Нагороди
- Лауреатка премії Національної спілки театральних діячів України імені Марії Заньковецької (2010).